# Mauzoleum Bera Sonnenberga w Warszawie
Mauzoleum Bera Sonnenberga – grobowiec znajdujący się na cmentarzu żydowskim przy ulicy Okopowej w Warszawie, kwatera 1, rząd 13.

## Historia
Mauzoleum zostało wzniesione na grobie Bera Sonnenberga. Nie jest znana dokładna data powstania grobowca oraz jego fundator, zazwyczaj podawana jest data 1831.
Mauzoleum to neoromantyczny grobowiec wykonany przez architekta Dawida Friedländera. Został wzniesiony na planie prostokąta o wymiarach 2,6 na 1,3 metra, na ścianach znajdują się liczne płaskorzeźby. Szczególnie zwracają uwagę dwie największe - jedna jest ilustracją psalmu 137 Nad wodami Bablionu, druga zaś widokiem Warszawy.